# Carianda
Carianda (en griego: Καρύανδα) fue una antigua ciudad en la costa de Caria, en el suroeste de la península de Anatolia.
Escílax, uno de los más famosos navegantes y exploradores de la antigüedad, era nativo de Carianda, a la que describió como "una isla, una ciudad y un puerto". Vivió entre los siglos VI y V a. C., y sirvió al rey persa Darío I. El geógrafo griego Estrabón menciona Carianda como una de las ciudades costeras carias, situada entre las de Mindo y Bargilia. Carianda fue miembro de la Liga de Delos puesto que aparece en los registros de tributos de Atenas entre los años 452/1 y 415/4 a. C. Por los testimonios literarios se ha sugerido que Carianda, ubicada inicialmente en una isla, fue trasladada en el periodo helenístico a la zona continental, en una bahía en la costa norte de la península de Bodrum, en lo que hoy es la ciudad turística turca de Turkbuku, a unos 19 km al norte de la ciudad griega dórica de Halicarnaso, la ciudad dominante de la península y del área.